# Acarien de maison
Taxons concernés
Des espèces des familles :
- Pyroglyphidae
- Cheyletidae
- Glycyphagidae
- Acaridaemodifier

Le terme acarien de maison ou acarien domestique désigne plusieurs espèces d'acariens vivant dans les habitations humaines ou sur l'homme.
Ces acariens sont responsables de maladies allergiques respiratoires ou cutanées chez certaines personnes hypersensibles.

## Répartition et habitat
Ces acariens se nourrissent essentiellement de squames humaines et animales ("peaux mortes", débris d’ongles, poils…), vivent dans les habitations, les espaces de travail et les transports en commun, avec une prédilection pour la chambre à coucher, au niveau de la literie, notamment dans les matelas et les oreillers, mais aussi les fauteuils, les coussins et les tapis en tissu.
Un gramme de poussière peut contenir 2 000 acariens et un matelas peut contenir jusqu’à 1,5 million d’acariens.

## Espèces

### Acariens phanérophages
Les acariens phanérophages vivent notamment dans les chambres à coucher, où ils se nourrissent de peaux mortes.
Les plus répandues sont certainement les Pyroglyphidae, on trouve notamment Dermatophagoides pteronyssinus, Dermatophagoides farinae et Euroglyphus maynei dans la literie. 
Les Demodex (Demodex folliculorum et Demodex brevis) colonisent les follicules du nez, des cils et des sourcils, de l'homme.

### Acariens de stockage
Les acariens de stockage vivent notamment dans la cuisine, où ils se nourrissent principalement des céréales, farines et de fruits gagnés par l'humidité.
Parmi les Glycyphagidae, avec Glyphagus domesticus ou Blomia tropicalis qu'on trouve surtout sous les climats tropicaux. Ce ne sont pas des insectes.
Parmi les Acaridae, Acarus siro et Tyrophagus putrescentiae.

### Acariens prédateurs
Cheyletus eruditus est un prédateur.

## Allergie aux acariens
Les protéines contenues dans les déjections et les carapaces de certains acariens phanérophages sont particulièrement allergènes pour l'homme. Étant donné leur proximité, ils sont considérés comme nuisibles. 2 milligrammes d’acariens par gramme de poussière peuvent suffire pour provoquer une réaction allergique et 10 milligrammes par gramme de poussière peuvent causer une crise d’asthme.